# Metahemoglobinèmia
La metahemoglobinèmia és una malaltia caracteritzada per la presència d'un nivell anormalment alt de metahemoglobina (met-Hb) a la sang. La metahemoglobina és una forma oxidada de l'hemoglobina que té una afinitat més gran per l'oxigen cosa que redueix l'habilitat per alliberar oxigen als diferents teixits i, per tant, n'allibera menys que la forma normal de l'hemoglobina. Això provoca que la corba de dissociació de l'oxihemoglobina (forma R) es desplaci cap a l'esquerra i, a menys pressió d'oxigen (teixits), la metahemoglobina retindrà més oxigen que l'hemoglobina. Quan la concentració de metahemoglobina als glòbuls vermells és elevada, pot esdevenir hipòxia tissular.

## Descripció general
Normalment, els nivells de metahemoglobina són inferiors a l'1%, mesurat amb la prova de cooximetria. Els nivells elevats de metahemoglobina a la sang es produeixen quan els mecanismes que defensen contra l'estrès oxidatiu dins dels glòbuls vermells es desborden i el catió ferro(2+), Fe2+, del grup hemo de l'hemoglobina s'oxida al catió ferro(3+), Fe3+. Això converteix l'hemoglobina en metahemoglobina que causa una disminució de la capacitat d'alliberar oxigen als teixits i, per tant, la hipòxia. Aquest fet pot donar un color blavós o marronós a la sang. La formació espontània de metahemoglobina es redueix normalment a través de la donació d'electrons dels sistemes enzimàtics de protecció com, per exemple, la metahemoglobinareductasa NADH (citocrom b5 reductasa) que és la via principal o, en menor mesura, l'àcid ascòrbic i els sistemes d'enzims glutatió. Les interrupcions d'aquests sistemes enzimàtics poden conduir a la malaltia.

## Tipus

### Metahemoglobinèmia congènita

La forma congènita de la metahemoglobinèmia és una malaltia genètica autosòmica i recessiva

A causa d'una deficiència de l'enzim diaforasa I (NADH metahemoglobina reduïda), els nivells de metahemoglobina augmenten i la sang dels pacients amb met-Hb té reduïda la capacitat de transportar oxigen. Alguns símptomes són que en comptes de ser de color vermell, la sang arterial dels pacients amb met-Hb és marró. Aquest fet fa que en pacients caucàsics la pell guanyi un to blavós. La met-Hb hereditària és causada per un gen recessiu, és a dir, si només un progenitor té el gen, la descendència tindrà la pell d'un to normal, però si els dos progenitors són portadors dels gens hi ha una possibilitat entre quatre que la descendència tingui al pell de tons blavosos (tingui la malaltia).
Altres causes de metahemoglobinèmia congènita s'observen en pacients amb variants anormals de l'hemoglobina com, per exemple, l'hemoglobina M (HbM) o l'hemoglobina H (HbH), que no són susceptibles de reduir-se tot i tenir els sistemes enzimàtics normals.
La metahemoglobinèmia també pot presentar-se en pacients amb deficiència de piruvat-cinasa degut a una alteració en la producció de NADH (el cofactor essencial per la diaforasa I). De la mateixa manera els pacients amb deficiència de glucosa 6-fosfat deshidrogenasa (G6PD) poden tenir alterada la producció d'un altre cofactor, el NADPH.

### Metahemoglobinèmia adquirida
La metahemoglobinèmia també pot ser adquirida. Els sistemes enzimàtics de protecció, normalment presents en els glòbuls vermells, mantenen els nivells de metahemoglobina a menys de l'1% del total de l'hemoglobina en persones sanes. L'exposició a drogues exògenes oxidants i els seus metabòlits (com la benzocaïna, la dapsona, i els nitrats) poden accelerar la velocitat de formació de la metahemoglobina fins a mil vegades, superant el sistema protector d'enzims i augmentant els nivells de metahemoglobina.
Altres substàncies que poden provocar metahemoglobinèmia són alguns antibiòtics (trimetoprim, sulfamides i dapsona), algun tipus d'anestèsic local (especialment articaïna i prilocaïna), i altres com tints d'anilina, metoclopramida, clorats i bromats. La ingestió de components que continguin nitrats (com per exemple els nitrats de bismut per pàtina química) també poden causar metahemoglobinèmia.
Els infants de menys de sis mesos són particularment susceptibles a la metahemoglobinèmia causada per diferents causes: la ingestió de nitrats en l'aigua potable (anomenat la síndrome del nadó blau), la deshidratació per gastroenteritis amb diarrea, la septicèmia i els anestèsics que contenen benzocaïna o prilocaïna.
Els nitrats utilitzats en fertilitzants agrícoles poden penetrar en la terra i contaminar els aqüífers. El nivell estàndard marcat per la EPA (U.S. Enviromental Protection Agency) és de 10 ppm nitrat-nitrogen per l'aigua potable i està específicament dissenyat per protegir els infants.
La benzocaïna aplicada a les genives o a la gola (utilitzada comunament en la pasta de dents dels nadons) pot causar metahemoglobinèmia.

## Simptomatologia
Els signes i els símptomes de la metahemoglobinèmia (metahemoglobina>1%) inclouen dificultats per respirar, cianosi, alteracions de l'estat mental, mal de cap, fatiga, dificultat per fer exercici, marejos i pèrdues del coneixement. La sang arterial amb nivells de metahemoglobina elevats té un característic color marró xocolata comparat amb el color vermell brillant que té la sang arterial normal.
Els pacients amb metahemoglobinèmia greu (metahemoglobina>50%) pateixen arrítmies, convulsions, coma i la mort (>70%). La població sana no hauria de tenir gaires símptomes amb nivells de metahemoglobina <15%, tot i això, pacients amb altres malalties com ara anèmia, malalties cardiovasculars, malalties pulmonars, septicèmia, o la presència d'altres espècies d'hemoglobina anormals (per exemple, carboxihemoglobia, sulfahemoglobina o hemoglobina falciforme) podrien experimentar símptomes des de moderats fins a greus a nivells molt més baixos (tan baixos com 5-8%).

## Tractament
La metahemoglobinèmia pot ser tractada amb suplements d'oxigen i blau de metilè en solució a l'1% (10 mg/ml) que s'administra d'1 a 2 mg/kg per via intravenosa. El blau de metilè restaura el ferro de l'hemoglobina al seu estat transportador d'oxigen normal (reduït).
Això s'aconsegueix proporcionant un receptor artificial d'electrons (com ara blau de metilè o flavina) per la NADPH metahemoglobina reductasa. Els glòbuls vermells normalment no tenen cap receptor d'electrons i la presència del blau de metilè permet a l'enzim funcionar a un nivell cinc vegades superior al normal. El NADPH és generat a través de la via de derivació de l'hexosa monofosfat.
La diaforasa II normalment només afecta en un petit percentatge reduint la capacitat dels glòbuls vermells, però farmacològicament pot ser activada per cofactors exògens, com el blau de metilè, augmentant en cinc vegades el nivell normal d'activitat. El baix nivell crònic de metahemoglobina, induït genèticament, pot ser tractat amb l'administració diària per via oral de blau de metilè. També la vitamina C pot reduir la cianosi associada amb la metahemoglobinèmia crònica, però no té cap paper en el tractament de la metahemoglobinèmia aguda adquirida.

## Portadors de metahemoglobina
Els Fugates, una família que va viure als turons de Kentucky, són l'exemple més famós d'aquesta malaltia genètica hereditària. Se'ls coneix com els "Blue Fugates". En Martin Fugate es va establir prop de Hazard, Kentucky, al voltant de l'any 1800. La seva dona era portadora del gen recessiu de la metahemoglobinèmia, ja que era d'un clan proper amb els quals els Fugates es van casar. Com a conseqüència, molts descendents dels Fugates van néixer amb metahemoglobina.
Els "Homes blaus de Lurgan" eren un parell d'homes de Lurgan que patien del que es va descriure com una "metahemoglobinèmia idiopàtica familiar", i van ser tractats pel Dr. James Deenny el 1942. El Dr. Deenny, que més tard es convertiria en el Director Mèdic de la República d'Irlanda, va prescriure un tractament d'àcid ascòrbic i un d'hidrogencarbonat de sodi. En el primer cas, el vuitè dia del tractament es va produir un canvi marcat en l'aparença i el dotzè dia de tractament la complexió del pacient era normal. En el segon cas, al complexió va arribar a la normalitat en un període d'un mes de tractament.